# Fujiwara no Michinaga

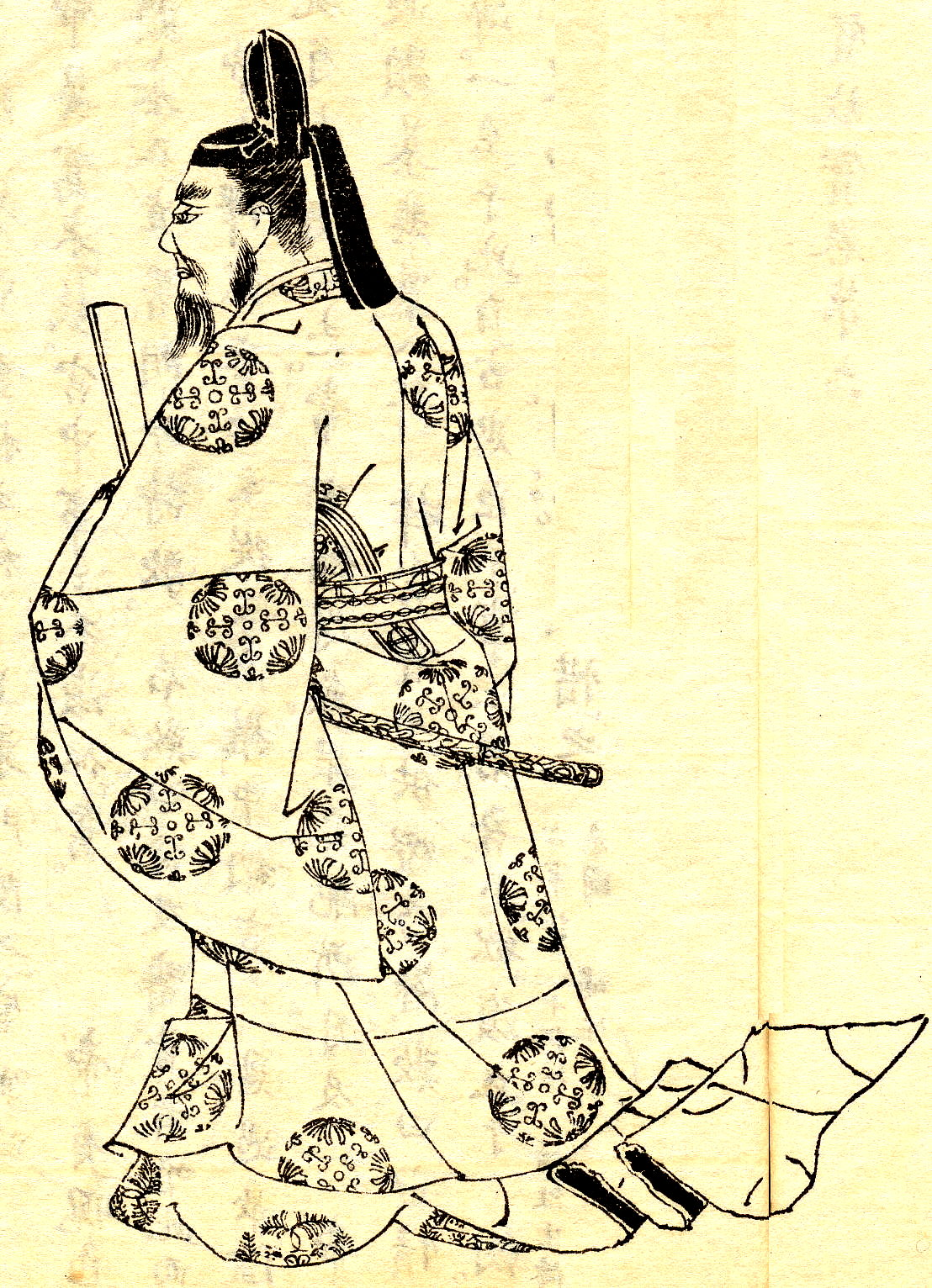
Fujiwara no Michinaga, par Kikuchi Yōsai (1788-1878)

Pour les articles homonymes, voir Fujiwara (homonyme).
Fujiwara no Michinaga (藤原道長, 966- 3 janvier 1028) est un membre du clan japonais des Fujiwara. Il est le quatrième ou cinquième fils de Fujiwara no Kaneie, le troisième  par Fujiwara no Tokihime.

## Biographie
Étant le plus jeune de sa fratrie, il n'a jamais été remarqué jusqu'à la mort de ses deux frères. Il entra donc véritablement à la cour à 15 ans. En 988, il devient conseiller provisoire (chūnagon). En 995, ses deux frères aînés, Fujiwara no Michitaka et Fujiwara no Michikane, meurent. Avec l'aide de sa sœur Senshi, il arrive sur le devant de la scène et devient ministre de droite et Examinateur des documents impériaux. En 996, il bannit son neveu et seul rival pour le pouvoir et devient ministre de gauche. Il refuse par prudence de porter le titre de grand chancelier offert par le souverain. Il marie habilement les six fils et ses six filles qu’il a eu avec ses deux épouses, et devient ainsi plusieurs fois beau-père puis grand-père d’empereurs.
À l’avènement de son petit-fils l’empereur Go-Ichijō, âgé de huit ans, il devient régent (sesshō), puis l'année suivante, en 1017, Grand Ministre d’État jusqu'en 1019. Il draine vers lui et sa famille le flot des contributions en soie et en riz qu’envoient les gouverneurs des domaines, il devient l’homme le plus riche du Japon. En 1022, au faîte de sa puissance, il consacre solennellement le temple du Hōjō-ji, qu’il a fait construire sur ses terres.
Il devient la personne la plus importante de la cour : son époque marque l'âge d'or des Fujiwara. Quand il meurt en 1027, le Conseil ne compte plus dans ses membres que des Fujiwara.
Le récit historique de sa vie, l'Eiga Monogatari (Récit de la splendeur), est rédigé après sa mort par des dames de la Cour, de 1028 à 1107. La première partie est attribuée à Akazome Emon.

## Épouses et descendance
- Minamoto no Rinshi, née 964 ; fille de Minamoto no Masanobu (fils du prince impérial Atsumi) et de Fujiwara no Bokushi ; mariée 988 ; élevée au premier rang inférieur en 1008 ; honorée du traitement à l’instar des impératrices en 1016 ; nonne en 1021 ; morte 1053; dont
  - Fujiwara no Shoshi (Akiko), née 988,morte 1074;  entrée au palais de l'empereur Ichijo 999; épouse impériale (nyogo) du Fujitsubo en 999; titrée impératrice (chugu) 25 II  1000 ; titrée impératrice douairière (kotaigo) en 1012 ; titrée grande impératrice douairière (taikotaigo) en 1018 ; nonne en 1026 ; titrée Jotomon In en 1026.
  - Fujiwara no Yorimichi né 992, mort  1074
  - Fujiwara no Kenshi (Kazuko), née 994, morte 1027;  entrée au palais de l'empereur Sanjo 27 II 1010 ; épouse impériale (nyogo) 23 VIII 1011 ; titrée impératrice (chugu) 14 II 1012 ; titrée impératrice douairiaire (kotaigo) 16 X 1018.
  - Fujiwara no Norimichi, né 996, mort 1075
  - Fujiwara no Ishi (Takeko), née 999, morte 1036;  entrée au palais de l'empereur Go Ichijo son neveu III 1018 ; épouse impériale (nyogo) IV 1018 ; titrée impératrice (chugu) 16 X 1018.
  - Fujiwara no Kishi (Yoshiko) ; née 1007, morte 1025 ;  mariée 1021 au prince Atsunaga son neveu (futur empereur Go Suzaku);  titrée grande impératrice douairiaire posthume 1045
- Minamoto no Meishi, ° 963/964 ; fille du prince impérial Takaakira (fils de l’empereur Daigo) ; adoptée par le prince Moriakira (fils de l’empereur Daigo) ; mariée en 988 ; + ?; mère de
  - Fujiwara no Yorimune, né 992, mort 1065
  - Fujiwara no Akinobu né 994, mort 1027
  - Fujiwara no Yoshinobu né 995, mort 1065
  - Fujiwara no Kanshi, née 995/999, morte 1025; mariée  Prince Atsuakira, (né 994 + 1051) ;fille de l'empereur Sanjo et de Fujiwarano Seishi ; prince héritier en 1016 ; renonce à son titre ; titré empereur retiré KOCHIJOIN
  - Fujiwara no Nagaie, né 1005, mort 1064
  - Fujiwara no Sonshi, mariée Minamoto no Morofusa, (né 1008 + 1077), fils du prince impérial Tomohira (fils de l'empereur Murakami) et de la princesse Naka himegimi

## Citations de Fujiwara no Michinaga
- « L'homme qui est devenu Oni. »
- « Ce monde, est mon monde, la lune la plus pleine jamais décrue »